# ۸۷ شیر
۸۷ شیر یک ستاره است که در صورت فلکی شیر قرار دارد.